# 第3親衛諸兵科連合軍 (ロシア陸軍)
第3親衛諸兵科連合軍は、ロシア陸軍の軍。南部軍管区隷下。
第2親衛ルガンスク軍団（だい2しんえいルガンスクぐんだん、ロシア語: 2-й гвардейский Луганско армейский корпус）から2024年に改編された。

## 概要

### ドンバス戦争
2014年10月7日、ドンバスの親ロシア派分離主義勢力のルガンスク民兵を基幹に占領下のウクライナ・ルハーンシク州ルハーンシクで第2親衛ルガンスク軍団として創設された。当時からロシア陸軍の指揮下にあるとみられていた。
2022年2月23日、兵員未充足の部隊が多かったため、ドネツク人民共和国と共に国家総動員を発令した。

### ロシアのウクライナ侵攻

#### 東部・セベロドネツク戦線
2014年10月からドンバス戦争でウクライナ軍と交戦中だったため、ロシアのウクライナ侵攻はそのまま開戦した。ルガンスク人民共和国から攻勢を開始し、5月までに東部ルハーンシク州セヴェロドネツィク地区クレミンナ、ルビージュネを占領した。6月には救援の第5諸兵科連合軍、第8親衛諸兵科連合軍、第58諸兵科連合軍、第1軍団、第90親衛戦車師団と合同で攻勢を開始し、7月までにセヴェロドネツィク、リシチャンシクを占領してロシア軍はルハーンシク州全域を占領した。

#### 東部・バフムート戦線
2022年7月、激戦地の東部ドネツィク州バフムート地区で攻勢を開始し、エフゲニー・ブロフコ副軍団長、第4独立自動車化狙撃旅団のヴャチェスラフ・マカロフ旅団長が戦死したが、2023年1月中旬にソレダルを占領した。

#### 東部・北ドネツク戦線
2022年9月、第208自動車化狙撃連隊が東部ドネツィク州クラマトルシク地区リマンに配備されていたが、ウクライナ軍の攻勢で包囲された。降伏勧告を無視して抗戦し大損害を出したが、ウラジーミル・プーチン大統領がウクライナ4州の併合を発表すると撤退した。
2022年12月31日、ロシアのルガンスク人民共和国併合で正式にロシア陸軍に編入し、南部軍管区隷下に配属された。
2023年1月、第6独立自動車化狙撃連隊が第6独立自動車化狙撃旅団に改編された。
2023年2月、第85独立自動車化狙撃旅団、第88独立自動車化狙撃旅団が新編された。

#### 東部・スヴァトヴェ-クレミンナ戦線
2023年4月、東部ルハーンシク州セヴェロドネツィク地区に再配置され、占領下のクレミンナを防御したが、7月にはウクライナ軍のドローン攻撃で第123独立自動車化狙撃旅団のデニス・イワノフ旅団長が戦死した。

#### 東部・バフムート戦線
2023年7月、第4独立自動車化狙撃旅団が激戦地の東部ドネツィク州バフムート地区に再配置され、クリシチウカ（バフムート・フロマーダ）を防御したが解放された。12月には第88独立自動車化狙撃旅団が第42親衛自動車化狙撃師団隷下の北アフマト連隊と合同でクリシチウカで反撃を開始した。

## 編制
- 司令部連隊（ルガンスク）
- 第4独立自動車化狙撃旅団
- 第6独立親衛自動車化狙撃旅団（旧第6独立自動車化狙撃連隊）
- 第7独立親衛自動車化狙撃旅団[15]
- 第85独立自動車化狙撃旅団
- 第88独立自動車化狙撃旅団
- 第123独立親衛自動車化狙撃旅団（ロシア語版、英語版）（旧第2独立自動車化狙撃旅団）
- 第2砲兵旅団
- 第4独立戦車大隊
- GORB分遣隊
- 第202自動車化狙撃連隊（予備役）
- 第204自動車化狙撃連隊（予備役）
- 第208自動車化狙撃連隊（予備役）
- 第254自動車化狙撃連隊（予備役）